# Forte Real de São Filipe
Forte Real de São Filipe est une forteresse du XVIe siècle située dans la ville de Cidade Velha, au sud de l'île de Santiago, au Cap-Vert. Il est situé sur un plateau au-dessus du centre-ville, à 120 m d'altitude. Le centre historique de Cidade Velha est un site du patrimoine mondial de l'UNESCO depuis juin 2009. Le fort faisait partie d'un système de défense pour la ville, qui comprenait également six forts plus petits sur la côte et un mur le long du port.

## Histoire
La forteresse a été construite sous Philippe Ier du Portugal entre 1587 et 1593, peu après le raid de Sir Francis Drake en 1585 sur Santiago . Il a complété le système de défense existant, composé des anciens forts de São Lourenço, São Brás, Presidio, São Veríssimo, São João dos Cavaleiros et São António . Des vestiges de ces forts sont encore visibles. Le Forte Real de São Filipe a été construit à partir de pierre importée du Portugal. Il a été conçu par les ingénieurs militaires João Nunes et Filippo Terzi. Le fort a été restauré en 1999-2001.

## Disposition
La forteresse se compose de trois bastions vers l'intérieur de l'île (est). Vers le nord et le sud, il est protégé par une falaise abrupte. L'accès se fait par l'ouest. À l'intérieur de la forteresse se trouvaient des entrepôts militaires, une citerne en brique, la résidence du gouverneur, la garnison, la prison et la chapelle de São Gonçalo.

Forteresse de São Filipe à Cidade Velha, île de Santiago, Cap-Vert

## Galerie

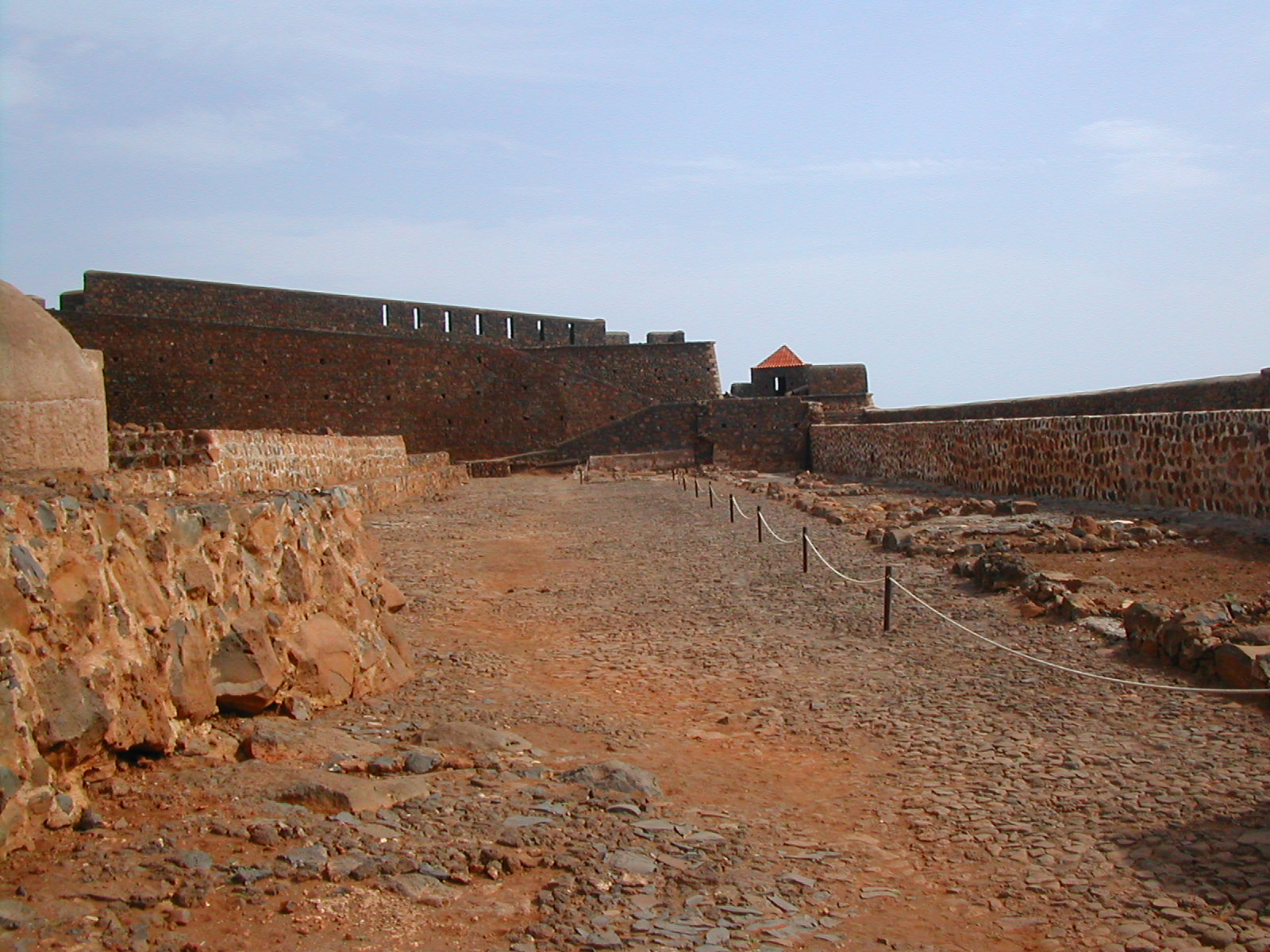
Vue de face du fort
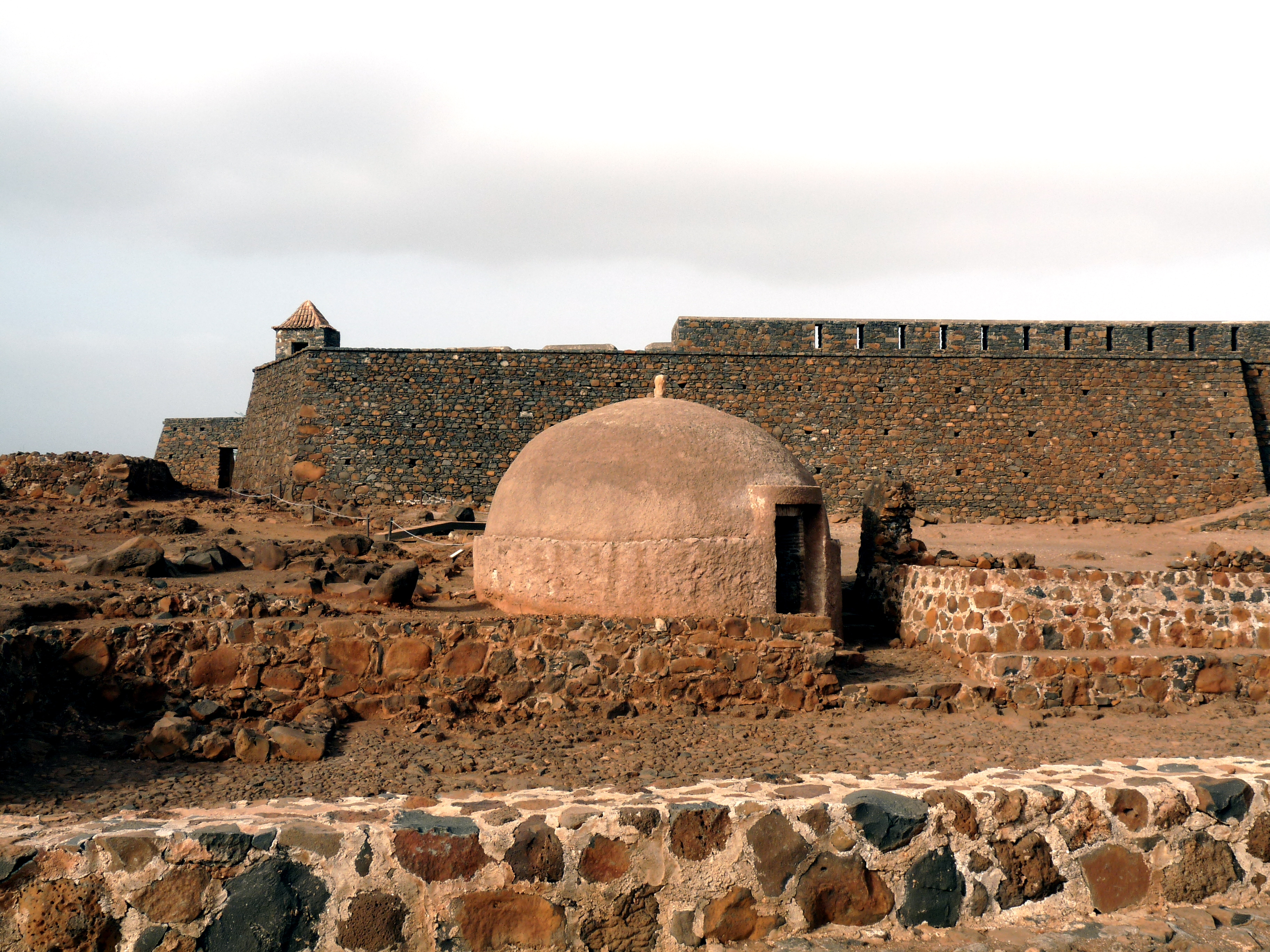
Forte de São Filipe: Murs et citerne
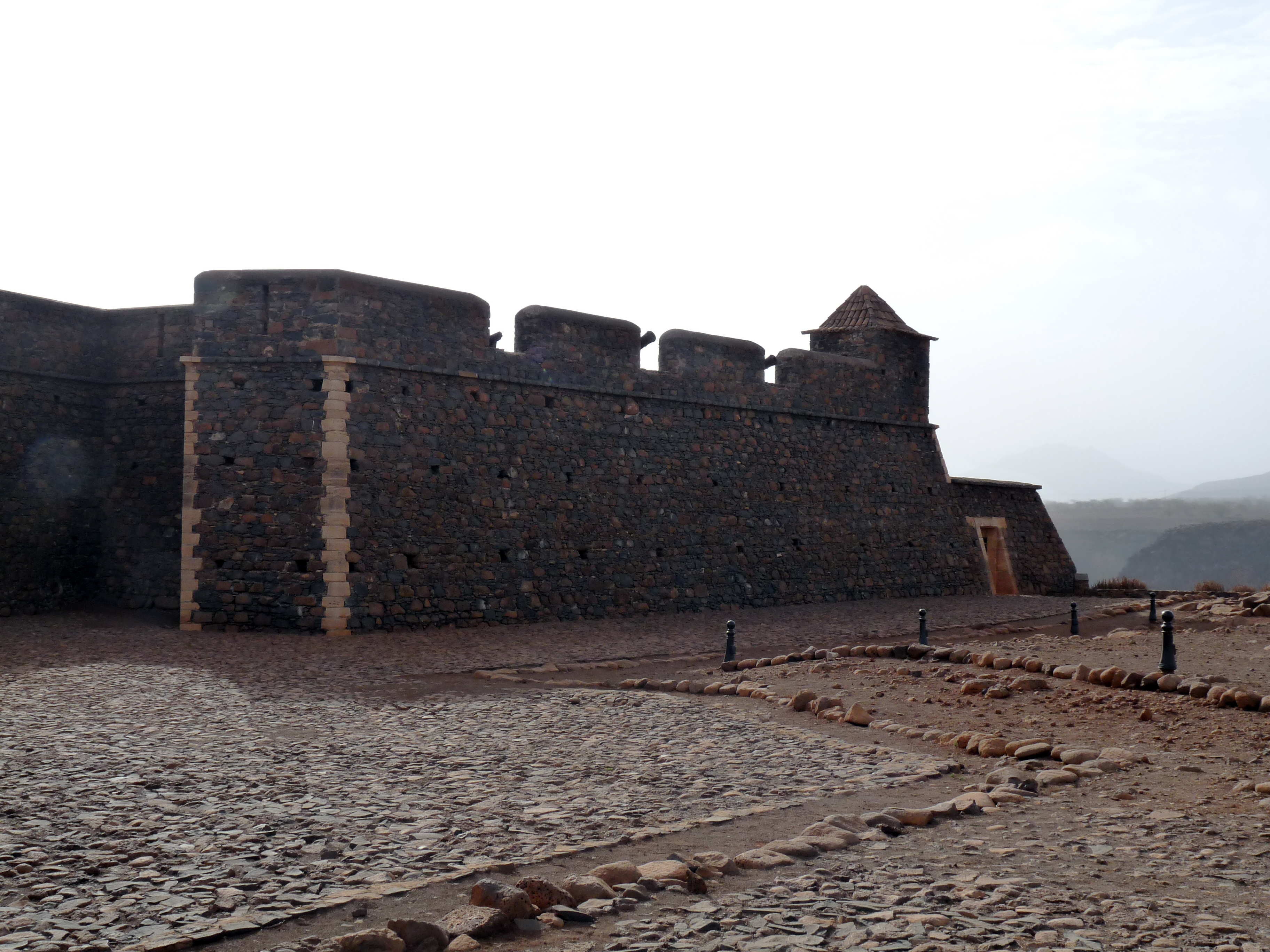
Murs de la forteresse
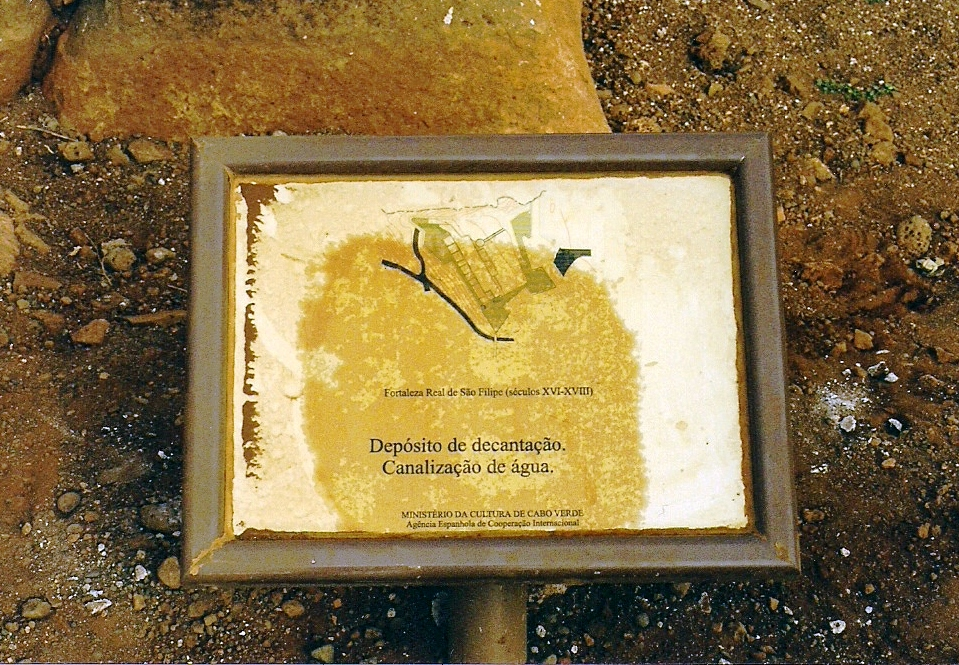
Plaque dans la partie basse du fort
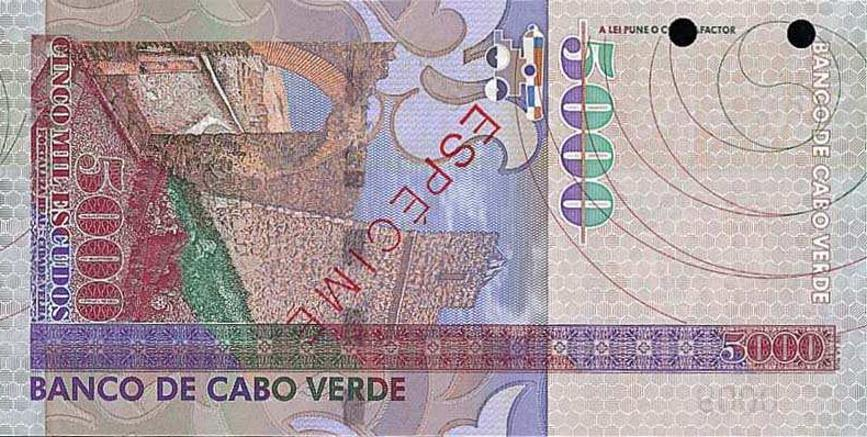
Forteresse royale sur un billet capverdien de 5 000 escudos émis entre 2000 et 2007